# Mastercard Contactless
Mastercard Contactless (прежнее название — MasterCard PayPass) — это совместимая с EMV бесконтактная технология проведения платежа, основанная на стандарте ISO/IEC 14443, предоставляющая держателям карт MasterCard и Maestro способ совершения оплаты путём близкого поднесения или прикосновения платёжной картой или иным платёжным инструментом, таким как телефон или брелок для ключей, к считывающему платёжному терминалу вместо проведения ею для считывания или вставки её в терминал.
Аналогом карт с MasterCard Contactless являются карты с технологиями Visa payWave и ExpressPay у карт American Express. Технологии совместимы, и поэтому оплата такими картами возможна на одних и тех же терминалах, поддерживающих бесконтактную оплату.

## История
В 2003 году MasterCard проводила девятимесячное тестовое рыночное использование технологии PayPass в Орландо, Флорида совместно с JPMorgan Chase, Citibank и MBNA. В тестовых испытаниях приняло участие свыше 16 тысяч держателей карт и более 60 мест розничной торговли. В дополнение к этому MasterCard прорабатывала возможность внедрения технологии совместно с Nokia, AT&T Mobility и JPMorgan Chase для включения MasterCard PayPass в мобильные телефоны с использованием технологии Near Field Communication в Далласе, Техас.
В 2005 году MasterCard начала разворачивать PayPass на определённых рынках. По данным MasterCard, по состоянию на март 2010 года во всём мире клиентами уже использовалось 75 млн карт и устройств с PayPass на более чем 230 тыс. кассовых узлах. В марте 2011 года насчитывалось уже более 92 млн карт MasterCard PayPass и более 311 000 кассовых узлов с поддержкой этой технологии.
В конце 2012 года компания MasterCard Europe сообщила итоги года, по которым выпуск карт с поддержкой PayPass по сравнению с январём того же года увеличился на 50 % и технология получила широкое распространение в странах Европы, а во всём мире карты PayPass используются примерно в 550 000 торговых точках 48 стран.
По состоянию на сентябрь 2014 года в России карты с PayPass эмитируют десятки банков.

## Использование
Карты MasterCard содержат специальный логотип PayPass и благодаря наличию в них радиочипа позволяют осуществлять бесконтактные платежи до определённой суммы без аутентификации держателем карты. В странах еврозоны такие операции ограничиваются от 25 до 50 евро, 15 долл. в США, в Великобритании 30 фунтами стерлингов, 50 злотых в Польше, 500 гривнами в Украине, в России — 5000 рублей (в терминалах крупнейшего банка в России Сбербанка — 3000 рублей), в Казахстане — 20 000 тенге. Самые высокие лимиты установлены в Японии (около 167 евро) и Китае (около 127 евро). Некоторые эмитенты карт по желанию клиента могут уменьшить лимит. В случае, если сумма превышает установленный лимит, от держателя карты потребуется аутентификация посредством подписи чека или ввода PIN-кода — метод зависит от настроек карты, устанавливаемых банком-эмитентом.
В некоторых странах (например, Германия, Австрия, Россия) при превышении лимита операции для PayPass возможно подтверждение операции пин-кодом, в других же регионах такое не допускается — в таком случае при превышении лимита операции можно совершить оплату обычным контактным способом. С технологией PayPass выпускаются как кредитные, так и дебетовые карты: MasterCard PayPass и Maestro PayPass.
При совершении оплаты с использованием PayPass сумма операции будет либо списана со счёта (при оплате банковской картой), либо должна быть внесена заранее (предоплаченное использование) на лицевой счёт, например, мобильного телефона (при оплате не картой). Поскольку связь между картой и терминалом не обязательно должна быть контактной, то вместо карты может использовать что-либо другое: брелок, оснащённый наклейкой с меткой RFID, мобильный телефон с NFC и т. д.
Держатель карты может совершить оплату в терминалах торговых точек, имеющих логотип PayPass и PayWave. При этом терминал бесконтактно считывает необходимые данные и подтверждает со своей стороны процедуру путём подачи звукового или визуального сигнала. При использовании таких терминалов плательщик не должен передавать свою карту в чужие руки, либо вставлять в терминал или подтверждать оплату введением PIN-кода, нажатием кнопки подтверждения или подписыванием чека. Достаточно того, что человек поднесёт к терминалу бумажник с картой внутри. Однако процедура не сработает и оплата не произойдёт, если там будут другие карты, содержащие радиочипы, на которые считывающий терминал также среагирует. К таким относятся, в частности, новые удостоверения личности в Германии.

## Безопасность
Бесконтактная оплата существенно экономит время и проще в использовании, чем все другие повседневные способы оплаты, включая наличные деньги. Безопасность такой процедуры вызывала озабоченность, так как используемые методы потенциально открывали возможности для утечки персональной информации, дублирования платежей и нежелательного копирования банковской карты, однако, данный миф опровергается многочисленными исследованиями.
Благодаря применению чипа RFID теоретически возможно частичное клонирование карты дистанционно, например, в местах большого скопления людей. Однако эта дистанция слишком мала и для банковских карт обычно составляет около 2 см, что ставит под сомнение полную бесконтактность использования, учитывая, что карта обычно хранится в месте, обеспечивающем такое расстояние, — портмоне, кошелёк, сумочка и т. п. Технология PayPass предотвращает прямое считывание содержимого чипа RFID, в том числе ключей шифрования. Чип не содержит в себе имени держателя карты, но можно считать номер карты и срок её действия, чего, как правило, недостаточно для проведения операций в интернете при запросе добавочного кода CVC2 с обратной стороны карты и имени её держателя. Для каждой операции бесконтактной оплаты на основе хранящихся в защищённой области чипа секретных тройных 112-битных ключей по алгоритму шифрования DES и реквизитов карты её чип динамически генерирует одноразовый код, являющийся подтверждением платёжной операции. Если постороннее лицо сможет считать такой код до его использования, это позволит создать один клон карты с магнитной полосой. В случае, когда оригинальной картой этот код используется раньше, будет сгенерирован новый код подтверждения и скопированный для клона уже будет недействителен, в случае же первого использования по клону карты — транзакция будет одобрена, а попытки использовать снова тот же код в оригинальной или клонированной карте приведут к тому, что все операции по карте с таким номером, как оригиналу, так и клону, будут заблокированы системами безопасности. Учитывая относительно низкие лимиты на операции бесконтактной оплаты, клонирование таких карт для однократного использования мошенническим путём невыгодно. Помимо этого, информация о владельце каждого POS-терминала хранится у банка, выдавшего такой терминал, что делает воровство средств с помощью бесконтактной оплаты бессмысленным для мошенников.
Большое число беспроводных транзакций сложно производить непосредственно с мобильного терминала оплаты, так как на территориях с большим населением сведения о таких операциях должны своевременно поступать в процессинговый и авторизационный центр, чтобы системы антифродинговой защиты смогли среагировать на несанкционированные операции раньше, чем посторонее лицо получит возможность потратить средства. Такие системы оценивают каждый полученный код по транзакции с PayPass и могут среагировать как на повтор кода безопасности, так и на пропуск кода, который должен был использоваться алгоритмом создания. А каждый чип, утверждаемый PayPass для карт, проходит комплексную систему оценки и тестирование на соответствие параметрам безопасности.
Действенным способом для полной защиты от несакционирования чтения данных, передаваемых чипом, является создание экранирования вокруг карты — например, носить её в портфеле или просто обернуть фольгой карту, а также уничтожение, удаление или повреждение RFID-чипа в ней.